# Francis Dereham
Francis Dereham (zm. 10 grudnia 1541) – syn Johna Derehama i Izabeli Paynell. W latach 1538–1539 nawiązał romans z Katarzyną Howard podczas jej pobytu w domu księżnej wdowy Agnieszki Howard. Później wykorzystał ten fakt i za swoje milczenie otrzymał od Katarzyny Howard – już żony Henryka VIII Tudora – stanowisko jej osobistego sekretarza. W sierpniu 1541 r., gdy ich wcześniejszy związek wyszedł na jaw, został aresztowany wraz z Thomasem Culpeperem, osądzony i skazany na karę śmierci za zdradę stanu. 10 grudnia 1541 r. został powieszony i poćwiartowany.